# Villanueva de Viver
Villanueva de Viver (em castelhano e oficialmente) ou Vilanova de la Reina (em valenciano) é um município da Espanha na província de Castelló, Comunidade Valenciana. Tem 6 km² de área e em 2021 tinha 82 habitantes (densidade: 13,7 hab./km²).

## Demografia
| Variação demográfica do município entre 1991 e 2004 | Variação demográfica do município entre 1991 e 2004 | Variação demográfica do município entre 1991 e 2004 | Variação demográfica do município entre 1991 e 2004 |
| --------------------------------------------------- | --------------------------------------------------- | --------------------------------------------------- | --------------------------------------------------- |
| 1991                                                | 1996                                                | 2001                                                | 2004                                                |
| 122                                                 | 95                                                  | 74                                                  | 71                                                  |